# Rötliche Schlanknatter
Die Rötliche Schlanknatter (Platyceps collaris), auch als Rötliche Zornnatter bezeichnet, ist eine durchschnittlich etwa 70 cm lange, relativ schlanke Schlange, die zur Gattung Platyceps innerhalb der Familie der Nattern (Colubridae) gehört. Das Hauptverbreitungsgebiet liegt an der Mittelmeerküste Asiens, in Europa ist sie nur in kleinen Teilen der Türkei und Bulgariens zu finden.

## Merkmale
Die Schlange wird im Normalfall etwa 70 cm lang, jedoch erreichen einzelne Individuen gelegentlich eine Länge von bis zu einem Meter. Das Aussehen gleicht zu großen Teilen dem der Schlanknatter (Platyceps najadum).

## Verbreitung und Lebensraum
Die Rötliche Schlanknatter ist in Bulgarien, der Türkei, Syrien, Libanon, Israel und Jordanien anzutreffen. In dem kleinen europäischen Teil des Verbreitungsgebiets ist die Art nur im Tiefland, ausschließlich unter 200 m anzutreffen. Im asiatischen Teil ist sie hingegen in bis zu 2200 m Höhe zu finden. Die Art bewohnt steinige Habitate wie Felsvorsprünge, Felsformationen und erodierte Hänge. Oft sind diese Lebensräume von Wäldern oder anderen relativ dicht bewachsenen Habitaten umgeben. Außerhalb von Europa sind die Habitate dieser Art oft trockener.

## Lebensweise
Die Rötliche Schlanknatter ist eine tagaktive Schlange, welche in den Sommermonaten dämmerungsaktiv werden kann. Die Winterruhe dauert etwa fünf bis sechs Monate. Die Aktivitätsphase beginnt im März und endet im Oktober. Die Art ist relativ scheu, jedoch nicht so defensiv wie die in Europa weiter verbreitete Schlanknatter (Platyces najadum).

### Ernährung und Fortpflanzung
Die Art jagt aktiv nach Eidechsen, jedoch frisst sie gelegentlich auch Insekten. Die Paarungszeit findet im April und Mai statt. Im Juni und Juli werden darauf folgend 2–6 Eier gelegt, aus denen im August oder September die Jungtiere schlüpfen.

## Gefährdung und Schutz
Die Roten Liste der IUCN führt Platyceps collaris als ungefährdet („Least Concern“, LC).